# Ратников, Эдуард Сергеевич
Эдуард Сергеевич Ратников (эст. Eduard Ratnikov; 13 сентября 1983, Пярну, Эстонская ССР, СССР) — эстонский футболист, защитник. Сын известного эстонского футболиста и тренера Сергея Ратникова и брат футболиста Даниила Ратникова.

## Биография
Начинал играть в футбол в эстонских командах низших дивизионов. Затем Эдуарду Ратникову удалось поиграть во многих ведущих футбольных командах Эстонии, которыми руководил его отец.
Помимо эстонского первенства, Ратников выступал в чемпионатах Болгарии, Румынии и Казахстана.

## Достижения
- Чемпион Эстонии (2): 2000, 2004
- Серебряный призёр чемпионата Эстонии (3): 2002, 2005, 2010
- Бронзовый призёр чемпионата Эстонии (4): 2001, 2003, 2009
- Обладатель Кубка Эстонии (4): 2000, 2004, 2005, 2010
- Финалист Кубка Эстонии: 2002
- Обладатель Суперкубка Эстонии (3): 2000, 2001, 2010
- Обладатель Кубка Интертото: 2007